# Louis Heusghem
Louis Heusghem (* 26. Dezember 1882 in Ransart; † 26. August 1939 in Montignies-le-Tilleul) war ein belgischer Radrennfahrer.

## Sportliche Laufbahn
Heusghem war im Straßenradsport aktiv. Von 1911 bis 1920 war er Berufsfahrer. 1912 siegte er im Eintagesrennen Paris–Tours vor Charles Deruyter. 1912 und 1920 gewann er jeweils eine Etappe in der Tour de France.
Zweite Plätze holte er bei Paris–Brüssel 1914 hinter Louis Mottiat, bei Bordeaux–Paris 1919 (hinter Henri Pélissier) und 1920 (hinter Eugène Christophe).
Die Tour de France fuhr er achtmal. 1911 wurde er 5., 1912 11., 1914 10., 1920 6. und 1922 19. der Gesamtwertung. 1913, 1919 und 1921 war er ausgeschieden.